# 포타몬상과
포타몬상과(Potamoidea)는 십각목에 속하는 민물에서 사는 갑각류 상과의 하나이다. 포타몬과와 포타모나우테스과를 포함하고 있다. 이전에 별도의 과로 분류했던 데케니아과와 플라티텔푸사과는 현재, 포타모나우테스과의 일부로 취급하고 있다.

## 하위 분류
- 포타몬과(Potamidae)
- 포타모나우테스과(Potamonautidae)